# Гисдорф
Гисдорф (нем. Giesdorf) — община в Германии, в земле Рейнланд-Пфальц. 
Входит в состав района Айфель-Битбург-Прюм. Подчиняется управлению Прюм.  Население составляет 145 человек (на 31 декабря 2010 года). Занимает площадь 3,56 км².